# Oscar Levy
Oscar Ludwig Levy (* 28. März 1867 in Stargard, Pommern; † 13. August 1946 in Oxford, Großbritannien) war ein deutsch-britischer Arzt, Philosoph und Nietzsche-Forscher.

## Leben
Oscar Levy entstammte einer jüdischen Familie. Sein Vater Moritz Levy (1832–1905) war Bankier und Kaufmann in Stargard; sein jüngerer Bruder Emil Elias Levy (1868–1944) führte das Geschäft fort, sein Bruder Max Levy (1869–1932) war Fabrikant in Berlin und verheiratet mit Josephine Levy-Rathenau. Nach dem Abschluss seines Medizinstudiums an der Universität Freiburg i. Br. lebte er ab 1892 in Großbritannien und war Herausgeber der von 1909 bis 1913 erschienenen 18-bändigen englischen Nietzsche-Ausgabe. 1921 wurde er als einer der „former alien enemies“ wieder ausgewiesen, lebte anschließend in Deutschland, Frankreich und der Schweiz und ab 1938 wieder in England.
Levy war u. a. ein Freund Heinrich Manns. Seine Tochter Maud (1909–2007) heiratete 1947 den Musikantiquar Albrecht Rosenthal, die beiden kümmerten sich um die Werkausgabe Oscar Levys und auch um das Nietzsche-Haus in  Sils Maria.

## Schriften  (Auswahl)
- Das neunzehnte Jahrhundert (Dresden 1904)
- The German and the European: a dialogue (London 1915)
- Nietzsche verstehen. Essays aus dem Exil 1913–1937
- The Idiocy of Idealism (London 1940)